# Plathypena revoluta
Plathypena revoluta är en fjärilsart som beskrevs av Walker 1858. Plathypena revoluta ingår i släktet Plathypena och familjen nattflyn. Inga underarter finns listade i Catalogue of Life.